# Ресавац (Србац)
Ресавац (раније Расавац) је насељено мјесто у општини Србац, Република Српска, БиХ.

## Становништво
| Демографија | Демографија | Демографија |
| Година      | Становника  | Становника  |
| ----------- | ----------- | ----------- |
| 1948.       | 162         |             |
| 1953.       | 81          |             |
| 1961.       | 57          |             |
| 1971.       | 161         |             |
| 1981.       | 189         |             |
| 1991.       | 242         |             |
| 1993.       | 256         |             |